# 袁彭年
袁彭年（1604年—?），字介眉，號特丘，湖廣公安（今湖北）人，明末清初政治人物，同進士出身。

## 生平
袁彭年與堂兄弟袁祈年同年中天啟四年（1624年）甲子科舉人。崇祯七年（1635年）成进士，工部观政，六月授淮安府推官，九年任應天同考，十二年升禮部儀制司主事，庚辰十三年奍病回籍，十五年皇帝欽考禮科給事中。
历仕崇祯、隆武、永历三朝。永历時官左都御史，與礼部侍郎刘湘客、吏科给事中丁时魁、工科左给事中金堡、户科右给事中蒙正發称“五虎”。袁彭年為“虎頭”，“言非虎党不发，事非虎党不成，星岩道上，遂成虎市”。
降清后，随佟养甲、李成栋至广东。任广东学政署布政使。曾起草告示稱「金錢鼠尾，乃新朝之雅政；峨冠博帶，實亡國之陋規」。隨李成栋反清，因功升任左都御史。一次袁彭年同永历帝起争执，出言不逊，帝以“君臣之义”责之，袁顶撞說：“使去年此日惠国（李成栋）以五千铁骑鼓行而西，此日君臣之义安在？”朱由榔气得变了脸色，群臣也为之咋舌，足见其气焰嚣张。
顺治七年（南明永曆五年，1651年）清军再次攻占广州，袁彭年在广东向尚可喜等人投降，献上赃银八百两，得保残生。清廷厭其反覆不定，不予录用。不久病死。

## 家族
曾祖袁大化；祖父袁士瑜；廪例，累封翰林院编修、礼部主事；父袁宏道，壬辰進士、吏部郎中。堂兄弟袁祈年。